# Гульзар (Пахтакорский район)
Гульзар (узб. Gulzor / Гулзор) — посёлок городского типа, расположенный на территории Пахтакорского района Джизакской области Республики Узбекистан.

Статус посёлка городского типа с 2009 года.